# Saint-Parres-lès-Vaudes
Saint-Parres-lès-Vaudes és un municipi francès situat al departament de l'Aube i a la regió del Gran Est. L'any 2007 tenia 975 habitants.

## Demografia

### Població
El 2007 la població de fet de Saint-Parres-lès-Vaudes era de 975 persones. Hi havia 389 famílies de les quals 129 eren unipersonals (28 homes vivint sols i 101 dones vivint soles), 110 parelles sense fills, 118 parelles amb fills i 32 famílies monoparentals amb fills.
La població ha evolucionat segons el següent gràfic:
Habitants censats

### Habitatges
El 2007 hi havia 439 habitatges, 405 eren l'habitatge principal de la família, 15 eren segones residències i 19 estaven desocupats. 366 eren cases i 21 eren apartaments. Dels 405 habitatges principals, 258 estaven ocupats pels seus propietaris, 141 estaven llogats i ocupats pels llogaters i 6 estaven cedits a títol gratuït; 49 tenien una cambra, 14 en tenien dues, 42 en tenien tres, 115 en tenien quatre i 186 en tenien cinc o més. 268 habitatges disposaven pel capbaix d'una plaça de pàrquing. A 146 habitatges hi havia un automòbil i a 173 n'hi havia dos o més.

## Economia
El 2007 la població en edat de treballar era de 631 persones, 443 eren actives i 188 eren inactives. De les 443 persones actives 399 estaven ocupades (227 homes i 172 dones) i 43 estaven aturades (13 homes i 30 dones). De les 188 persones inactives 57 estaven jubilades, 39 estaven estudiant i 92 estaven classificades com a «altres inactius».

### Ingressos
El 2009 a Saint-Parres-lès-Vaudes hi havia 416 unitats fiscals que integraven 953 persones, la mediana anual d'ingressos fiscals per persona era de 18.829 €.

### Activitats econòmiques
Dels 71 establiments que hi havia el 2007, 1 era d'una empresa extractiva, 2 d'empreses alimentàries, 9 d'empreses de fabricació d'altres productes industrials, 9 d'empreses de construcció, 12 d'empreses de comerç i reparació d'automòbils, 5 d'empreses de transport, 2 d'empreses d'hostatgeria i restauració, 5 d'empreses financeres, 4 d'empreses immobiliàries, 7 d'empreses de serveis, 8 d'entitats de l'administració pública i 7 d'empreses classificades com a «altres activitats de serveis».
Dels 21 establiments de servei als particulars que hi havia el 2009, 1 era una oficina de correu, 1 una oficina bancària, 3 tallers de reparació d'automòbils i de material agrícola, 1 paleta, 4 fusteries, 1 lampisteria, 2 electricistes, 4 perruqueries, 2 veterinaris, 1 restaurant i 1 tintoreria.
Dels 6 establiments comercials que hi havia el 2009, 1 era un hipermercat, 2 fleques, 1 una fleca, 1 una peixateria i 1 una joieria.
L'any 2000 a Saint-Parres-lès-Vaudes hi havia 8 explotacions agrícoles que ocupaven un total de 332 hectàrees.

## Equipaments sanitaris i escolars
El 2009 hi havia 1 farmàcia i 1 ambulància.
El 2009 hi havia 1 escola maternal i 1 escola elemental.